# Il bambino sepolto
Il bambino sepolto (Buried Child) è un'opera teatrale del drammaturgo statunitense Sam Shepard, vincitrice del Premio Pulitzer per la drammaturgia.

## Trama
In una vecchia fattoria dell'Illinois vivono Dodge, un sarcastico alcolista prossimo alla morte, e la chiacchierona moglie Halie, impegnata in una relazione clandestina con il pastore protestante del paese. Mentre la salute di Dodge deteriora, ritornano a casa i due figli: Tilden, tornato in città dopo essersi cacciato nei guai nel Nuovo Messico e Bradley, che ha perso una gamba in un incidente con la motosega. I rapporti in famiglia sono strani: Bradley taglia i capelli del padre mentre dorme e Tilden discute col genitore perché sostiene che delle verdure stiano crescendo nell'orto, fatto di cui Dodge dubita fortemente. Torna a casa dopo sei anni di assenza anche il figlio di Tilden, Vince, con la fidanzata Shelly. Nessuno riconosce Vince, che è costretto a presentarsi alla famiglia. Dodge gli ordina di andare a comprargli da bere e quando lui accetta, Shelly rimane a casa con la famiglia del fidanzato. Tilden le confessa di aver avuto un figlio dalla madre Halie, un bambino che Dodge ha ucciso alla nascita e sepolto in cortile. Halie torna a casa con Padre Dewis, l'uomo con cui ha una relazione, e torna a casa in tempo per sedare il litigio tra Shelly e la famiglia, che sostiene che Vince se ne sia andato per sempre senza di lei. Vince torna a casa ubriaco e solo allora Dodge lo riconosce e gli lascia in eredità la fattoria e la terra. Vince accetta l'eredità e decide di restare, cosa che fa infuriare Shelly, che lo lascia. Quando anche il sacerdote lascia la casa, Vince getta la gamba di legno dello zio dalla finestra e l'uomo è costretto a strisciare fuori per riprendersela; Halie, che è andata di sopra a cambiarsi, urla che nell'orto è miracolosamente cresciuta della verdura. Solo allora Vince si accorge che Dodge è morto sul divano e lo copre rispettosamente. Il dramma si chiude con Tilden che torna in soggiorno con il cadavere di un neonato.

## Produzioni
Il bambino sepolto debuttò al  Magic Theatre di San Francisco il 27 gennaio 1978, con la regia di Robert Woodruff. Il debutto newyorchese avvenne l'anno successivo, al Theater for the New City dal 19 ottobre 1978. Il cast era composto da: Richard Hamilton (Dodge), Jacqueline Brookes (Halie), Tom Noonan (Tilden), Jay O. Sanders (Bradley), Mary McDonnell (Shirley), Christopher McCann (Vince) e Bill Wiley	(Padre Dewis).
Nel 1996 il dramma debuttò a Broadway, con la regia di Gary Sinise, e rimase in scena per due mesi. Facevano parte del cast James Gammon (Dodge), Lois Smith (Halie), Terry Kinney (Tindel), Leo Burmester (Bradley), Kellie Overbey (Shelly), Jim True-Frost (Vince) e Jim Mohr (Padre Dewis).
Una nuova produzione diretta da Scott Elliott andò in scena per due mesi nell'Off Broadway di New York, con Ed Harris (Dodge),  Amy Madigan (Halie), Paul Sparks (Tilden), Rich Sommer (Bradley), Taissa Farmiga (Shelly), Nat Wolff (Vince) e Larry Pine (Padre Dewis). La produzione di Elliott è andata in scena ai Trafalgar Studios di Londra per quattordici settimane dal novembre 2016. Ed Harris e Amy Madigan ripresero i loro ruoli e a loro si aggiunsero Barnaby Kay (Tilden), Gary Shelford (Bradley), Charlotte Hope (Shelly), Jeremy Irvine (Vince) e Jack Fortune
(Padre Dewis).